# Щезун
Щезу́н — злий дух, який нібито несе хвороби людям і худобі; захищаються від нього зображенням хреста на дверях.